# Dipoli
Dipoli est un centre de congrès situé à dans le campus d'Otaniemi de l'université Aalto à Espoo en Finlande.

## Description
Le Syndicat étudiant de l'université Aalto est propriétaire du bâtiment qui fut conçu par Reima Pietilä et Raili Pietilä en 1961 et construit pour le syndicat étudiant de l’école supérieure technique (TKK) d’Otaniemi.
Quand TKK projette de déménager dans les années  1960 de Helsinki à Espoo on organise un concours d’architecte. Le concours est remporté par Pietilä et Paatelainen (épouse Pietila) en 1961 et les travaux de construction débutent en 1965. Dipoli est terminé en 1966